# マッド・ジャック・フラー

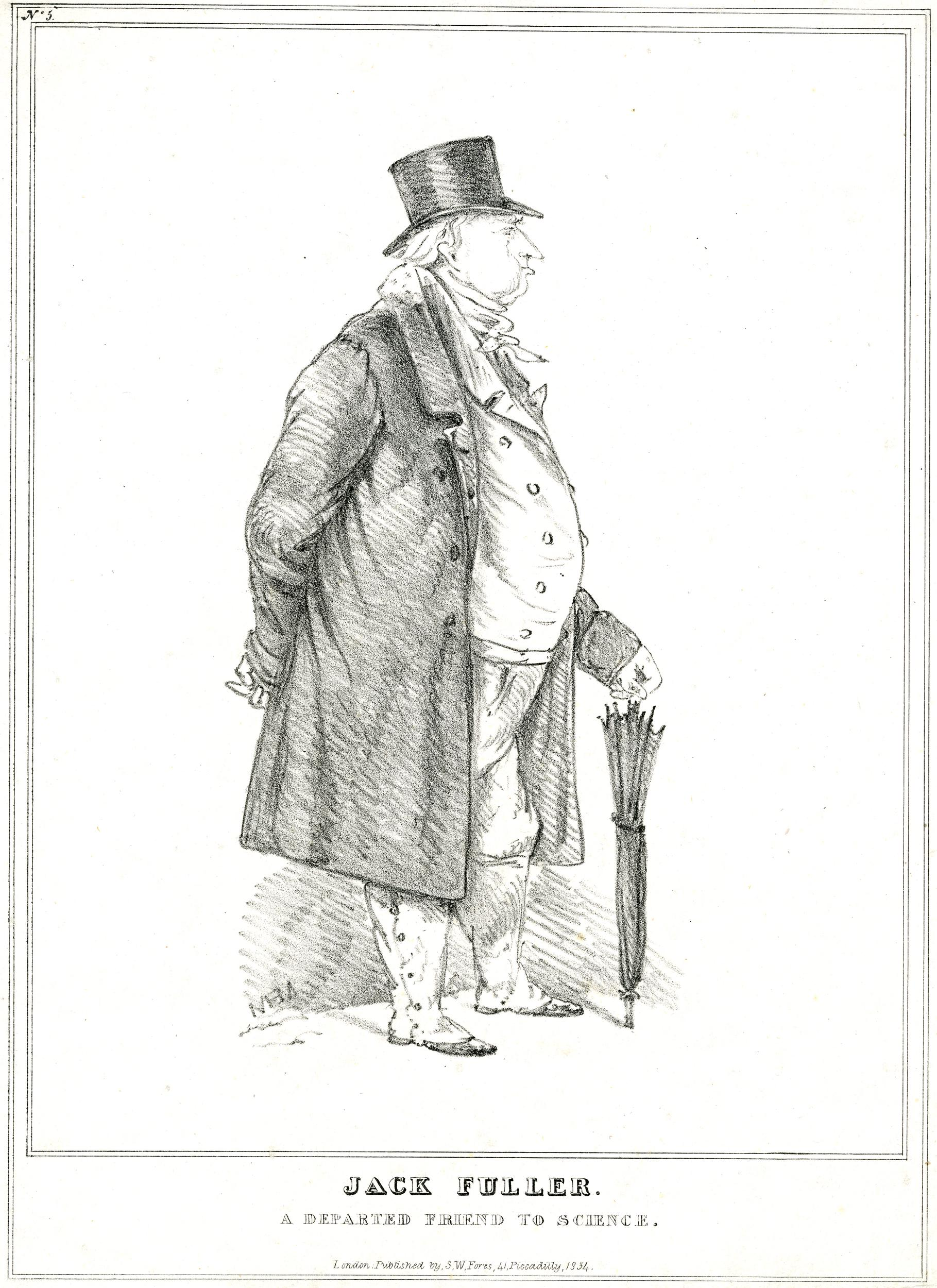
ジョン・フラー

ジョン・フラー（John Fuller、1757年2月20日 - 1834年4月11日）は、イギリスの政治家・慈善家である。マッド・ジャック・フラー("Mad Jack" Fuller)のあだ名で知られるが、本人はオーネスト・ジョン・フラー("Honest John" Fuller)と呼ばれることを好んでいた。1780年から1812年にかけて下院議員を務めた。彼は慈善家でもあり、芸術家や科学者を後援した。J.M.W.ターナーから多くの絵画を購入し、依頼した。マイケル・ファラデーの後援者であり、メンターでもあった。一方で、奴隷制を支持し、奴隷を所有していた。

## 若年期
フラーは、1757年2月20日にハンプシャー州ノース・ストーンハムで生まれ、イングランド南部のサセックス州ヒースフィールド近郊のウォルドロン村で洗礼を受けた。父は牧師のヘンリー・フラー（1713年 - 1761年）である。
1761年、4歳のときに父が亡くなった。1767年、10歳のときにバークシャー州の有名なパブリック・スクールであるイートン・カレッジで教育を受け始めた。
1777年5月7日、叔父で上院議員のローズ・フラーが亡くなり、サセックス州ブライトリングのローズ・ヒルの地所（現在のブライトリング・パーク）とジャマイカのプランテーションを相続した。

## 政界でのキャリア
1779年、22歳のとき、サセックス州民兵の軽装歩兵中隊の隊長となった。1796年、1年の任期でサセックス州の州長官に任命され、1798年にはサセックスのヨーマンリー騎兵隊の大尉となった。
1780年、23歳のときに国会議員に選出された。1780年から1784年までサウサンプトン選挙区選出、1801年から1812年までサセックス選挙区選出の国会議員を務めた。
酒豪として知られていたフラーは、1810年2月27日、議場で議長との間で揉め事を起こし、守衛官に取り押さえられて世間に恥をさらした。当時フラーは、前年のワルヘレン戦役の惨敗の原因を調査する委員会のメンバーだった。
フラーは奴隷所有者であり、奴隷制を強く支持していた。フラーは、叔父のローズ・フラーから、ジャマイカの2つのプランテーションと、そこで働いていた奴隷を相続した。ある討論会でフラーは、西インドの奴隷はイギリスの多くの庶民よりも良い条件で暮らしていると主張した。
1790年、33歳のとき、政治家ヘンリー・スレイルと日記文学者へスター・スレイルの娘でヘスター・マリア・エルフィンストーン（クィーニー）の妹のスザンナ・アラベラ・スレイルに求婚したが、断られた。フラーは生涯で一度も結婚しておらず、子供がいたかどうかも不明である。

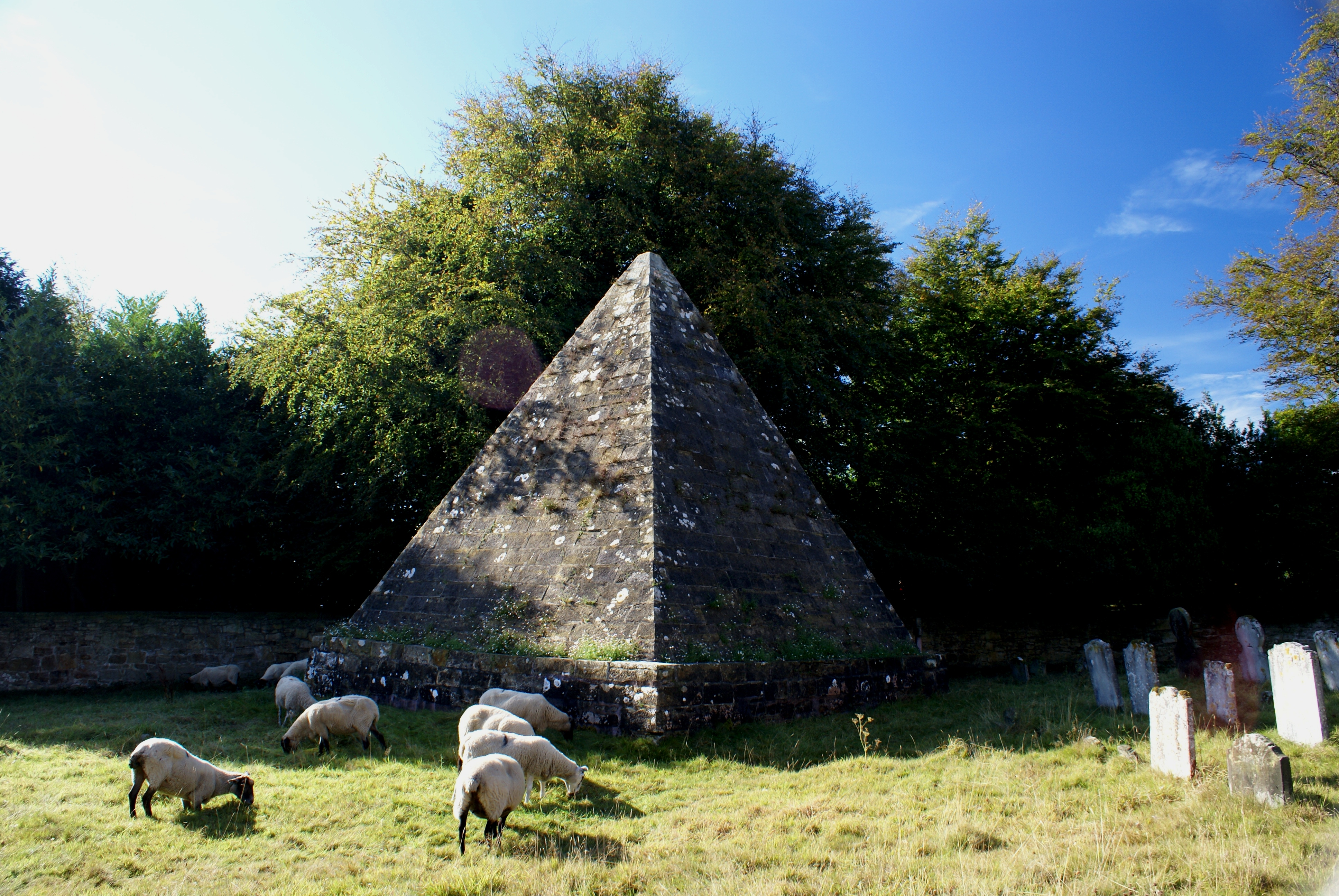
フラーの墓

1811年、ブライトリングの聖トマス・ア・ベケット教会に、将来の自分の墓としてピラミッド型の建物を建立した。
フラーは1812年の総選挙に出馬せず、政界を引退した。

## 晩年
フラーは、ロンドンの王立研究所の支援者であり、出資者でもあった。フラーはマイケル・ファラデーの支援者であり、ファラデーが若い頃にはメンターでもあった。1818年、フラーは王立研究所に1000ポンド（現在の価値で約10万ポンド）を貸し付け、後にこの借金を帳消しにした。
1828年には王立研究所のフラー・メダルを創設し、1833年初頭にはフラーリアン化学教授を創設して、マイケル・ファラデーを初代教授に任命した。その後、フラーリアン生理学教授も創設した。これらの地位は、フラーが奴隷保有者であったことから、現在見直しが行われている。
1818年、フラーはブライトリング天文台を建設し、ロバート・スマークが設計した。1822年、リゾート地として知られるサセックス州イーストボーンに救命ボートを寄贈した。1828年、イーストボーン近くのビーチー岬の崖の上にベル・タウト灯台を建設するための資金を提供した。最初のベル・タウト灯台は木造の仮設で、1828年10月1日に運用を開始した。花崗岩製の永久灯台の建設は1829年に始まり、1834年10月11日に運用を開始した。1828年9月18日、フラーは、ボウディアム城を破壊から救うため、競売で3000ギニーで購入した。
1834年4月11日の午後、フラーはロンドンのデボンシャー・プレイス36番地の自宅で死去した。遺体は、生前に自ら建立したブライトリングのピラミッド型の墓に埋葬された。
遺産は、甥のペレグリン・パーマー・フラー・パーマー・アクランド（1789-1871）と、いとこのオーガスタス・エリオット・フラー（1777-1857）が主に相続した。